# Landkreis Bad Dürkheim
Der Landkreis Bad Dürkheim ist eine Gebietskörperschaft im Süden von Rheinland-Pfalz in der Metropolregion Rhein-Neckar. Sitz der Kreisverwaltung ist die verbandsfreie Stadt Bad Dürkheim, die bevölkerungsreichste Kommune ist die verbandsfreie Gemeinde Haßloch.

## Geographie

### Lage
Der Landkreis Bad Dürkheim liegt in der Pfalz zwischen Ludwigshafen am Rhein im Osten und Kaiserslautern im Westen. Der Westen des Kreises hat Anteil am Pfälzerwald, der Osten gehört noch zur Oberrheinischen Tiefebene, die Mitte ist Teil der Hügellandschaft an der Deutschen Weinstraße, die sich etwa von Nord nach Süd über eine Länge von gut 30 km durch den Kreis zieht.

### Struktur und Grenzen
Der Landkreis erstreckt sich von Nord nach Süd von Bockenheim bis Haßloch, in Ost-West-Richtung von Frankenstein bis Ellerstadt. Seine größte Ausdehnung erreicht er mit 42 km (Luftlinie) zwischen Elmstein im Südwesten und Dirmstein im Nordosten.

### Nachbarkreise
Der Landkreis grenzt im Uhrzeigersinn im Norden beginnend an den Landkreis Alzey-Worms, an die kreisfreie Stadt Worms, an den Rhein-Pfalz-Kreis, an die kreisfreie Stadt Neustadt an der Weinstraße, an den Landkreis Südliche Weinstraße, an eine Exklave der kreisfreien Stadt Landau in der Pfalz, an den Landkreis Südwestpfalz, an den Landkreis und die kreisfreie Stadt Kaiserslautern sowie an den Donnersbergkreis.

### Städte und Gemeinden
(In Klammern: Einwohner am 31. Dezember 2023)
Verbandsfreie Städte und Gemeinden
- 1. Stadt Bad Dürkheim (18.821)
- 2. Stadt Grünstadt (14.169)
- 3. Gemeinde Haßloch (20.450)

Verbandsgemeinden mit angehörigen Städten und Ortsgemeinden
Der Verwaltungssitz jeder Verbandsgemeinde ist mit * markiert.
- 1. Verbandsgemeinde Deidesheim

1. Stadt Deidesheim * (3773)
2. Forst an der Weinstraße (784)
3. Meckenheim (3460)
4. Niederkirchen bei Deidesheim (2371)
5. Ruppertsberg (1433)

- 2. Verbandsgemeinde Freinsheim

1. Bobenheim am Berg (811)
2. Dackenheim (458)
3. Erpolzheim (1320)
4. Stadt Freinsheim * (4954)
5. Herxheim am Berg (742)
6. Kallstadt (1249)
7. Weisenheim am Berg (1715)
8. Weisenheim am Sand (4373)

- 3. Verbandsgemeinde Lambrecht (Pfalz)

1. Elmstein (2418)
2. Esthal (1349)
3. Frankeneck (830)
4. Stadt Lambrecht (Pfalz) * (4131)
5. Lindenberg (1154)
6. Neidenfels (788)
7. Weidenthal (1634)

- 4. Verbandsgemeinde Leiningerland
[Sitz: Grünstadt]

1. Altleiningen (1738)
2. Battenberg (Pfalz) (383)
3. Bissersheim (455)
4. Bockenheim an der Weinstraße (2356)
5. Carlsberg (3526)
6. Dirmstein (3036)
7. Ebertsheim (1326)
8. Gerolsheim (1790)
9. Großkarlbach (1144)
10. Hettenleidelheim (3037)
11. Kindenheim (1047)
12. Kirchheim an der Weinstraße (1916)
13. Kleinkarlbach (823)
14. Laumersheim (898)
15. Mertesheim (415)
16. Neuleiningen (792)
17. Obersülzen (726)
18. Obrigheim (Pfalz) (2842)
19. Quirnheim (789)
20. Tiefenthal (825)
21. Wattenheim (1669)

- 5. Verbandsgemeinde Wachenheim an der Weinstraße

1. Ellerstadt (2458)
2. Friedelsheim (1412)
3. Gönnheim (1586)
4. Stadt Wachenheim an der Weinstraße * (4535)

Die Ortsgemeinde Ungstein wurde am 22. April 1972 in die Stadt Bad Dürkheim eingemeindet. Die Ortsgemeinde Duttweiler wurde zum 16. März 1974 Ortsbezirk der kreisfreien Stadt Neustadt an der Weinstraße.
Siehe auch
- Listen zu dem Begriff „Gebietsveränderungen“ siehe Gebietsreformen in Rheinland-Pfalz
- Liste der Orte im Landkreis Bad Dürkheim

## Geschichte

### Chronik
Der Landkreis Bad Dürkheim wurde am 7. Juni 1969 im Rahmen der Kreisreform in Rheinland-Pfalz aus Teilen der beiden aufgelösten Landkreise Frankenthal (Pfalz) und Neustadt an der Weinstraße (früher Neustadt an der Haardt) sowie der Gemeinde Rodenbach aus dem aufgelösten Landkreis Kirchheimbolanden gebildet. Am 16. März 1974 wurde Duttweiler in die kreisfreie Stadt Neustadt an der Weinstraße eingegliedert. Die beiden alten Landkreise waren vom Königreich Bayern, zu dem das heutige Kreisgebiet ab 1816 gehörte, geschaffen worden. 1946 wurden beide Kreise Teil des damals neu geschaffenen Landes Rheinland-Pfalz und gehörten zunächst zum Regierungsbezirk Pfalz, ab 1968 Rheinhessen-Pfalz.

### Einwohnerstatistik

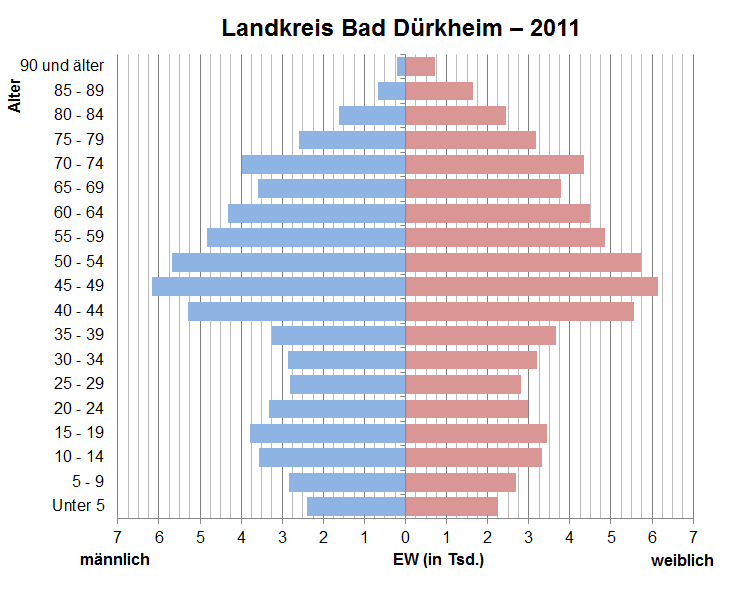
Bevölkerungspyramide für den Kreis Bad Dürkheim (Datenquelle: Zensus 2011)

| Jahr | Einwohner | Quelle |
| ---- | --------- | ------ |
| 1970 | 115.700   | [ 4 ]  |
| 1980 | 116.000   | [ 5 ]  |
| 1990 | 124.400   | [ 6 ]  |
| 2000 | 133.800   | [ 7 ]  |
| 2010 | 132.757   |        |
| 2018 | 135.664   | [ 8 ]  |
| 2022 | 134.546   |        |

### Konfessionsstatistik
Laut dem Zensus 2011 waren im Jahr 2011 42,5 % der Einwohner evangelisch und 29,1 % römisch-katholisch. 28,4 % waren konfessionslos, gehörten einer anderen Glaubensgemeinschaft an oder machten keine Angabe. Der Anteil der Katholiken und vor allem die der Protestanten ist seitdem gesunken, der Anteil am Gesamtbevölkerung der Einwohner mit sonstiger oder ohne Konfession nimmt zu. Gemäß dem Zensus 2022 waren im Jahr 2022 34,1 % der Einwohner evangelisch, 24,0 % katholisch, und 41,9 % waren konfessionslos, gehörten einer anderen Glaubensgemeinschaft an oder machten keine Angabe. Derzeit (Stand Januar 2025) sind von den Einwohnern 30,9 % evangelisch und 22,2 % katholisch. 46,9 % sind konfessionslos oder gehören einer anderen Glaubensgemeinschaft an.
Der langfristige Trend seit 2005 zeigt, dass der Anteil der Bevölkerung, der einer anderen oder keiner Konfession oder Religion angehört, kontinuierlich steigt und im Jahr 2019 erstmals größer war als der Anteil der Bevölkerung mit evangelischer oder katholischer Konfession.

## Politik

### Kreistag
Der Kreistag des Landkreises Bad Dürkheim besteht aus 46 gewählten Mitgliedern und dem Landrat als Vorsitzendem.
Wegen der Besonderheiten des rheinland-pfälzischen Wahlsystems bei den Kommunalwahlen (personalisierte Verhältniswahl) sind die angegebenen prozentualen Stimmanteile als gewichtete Ergebnisse ausgewiesen, die das Wahlverhalten nur rechnerisch wiedergeben.
Die Wahlen zum Kreistag hatten folgende Ergebnisse:
| Parteien und Wählergruppen | % 2024 | Sitze 2024 | % 2019 | Sitze 2019 | % 2014 | Sitze 2014 |
| -------------------------- | ------ | ---------- | ------ | ---------- | ------ | ---------- |
| CDU                        | 31,6   | 15         | 29,2   | 14         | 37,2   | 18         |
| SPD                        | 18,8   | 9          | 20,7   | 10         | 27,8   | 13         |
| AfD                        | 14,9   | 7          | 10,6   | 5          | 5,1    | 2          |
| FWG                        | 13,7   | 6          | 13,5   | 6          | 12,1   | 6          |
| GRÜNE                      | 10,6   | 5          | 15,7   | 7          | 8,9    | 4          |
| BSW                        | 5,0    | 2          | –      | –          | –      | –          |
| FDP                        | 4,9    | 2          | 6,7    | 3          | 4,3    | 2          |
| DIE LINKE.                 | 0,4    | 0          | 2,7    | 1          | 2,7    | 1          |
| Sonstige                   | –      | –          | 0,9    | 0          | 2,0    | 0          |
| Gesamt                     | 100,0  | 46         | 100,0  | 46         | 100,0  | 46         |
| Wahlbeteiligung in %       | 68,6   | 68,6       | 67,2   | 67,2       | 58,7   | 58,7       |

### Landräte ab 1969
Seit 2001 wird das Amt des Landrats, des höchsten Verwaltungsbeamten des Landkreises, durch Mehrheitswahl vergeben. Eine Wahlperiode dauert acht Jahre.
| Zeit                    | Name                  | Partei    | Bemerkungen |
| ----------------------- | --------------------- | --------- | --- |
| 26.06.1969 – 30.06.1979 | Hermann Scherer       | SPD       | von der Landesregierung bestellt                                                                                      |
| 03.07.1979 – 01.11.1979 | Peter Dick            | FDP       | als Erster Kreisdeputierter kommissarisch                                                                             |
| 01.11.1979 – 13.09.1988 | Hermann Josef Deutsch | CDU       | von der Landesregierung bestellt, vorzeitiger Rücktritt                                                               |
| 13.09.1988 – 27.02.1989 | Herbert Gustavus      | SPD       | als Erster Kreisdeputierter kommissarisch                                                                             |
| 27.02.1989 – 18.07.1989 | Richard Sebastian     | parteilos | als kommissarischer Landrat von der Landesregierung bestellt                                                          |
| 18.07.1989 – 02.10.1989 | Herbert Gustavus      | SPD       | als Erster Kreisdeputierter kommissarisch                                                                             |
| 30.10.1989 – 29.10.2001 | Georg Kalbfuß         | SPD       | von der Landesregierung bestellt, Zustimmung durch den Kreistag; 1991 Wiederwahl durch den Kreistag                   |
| 29.10.2001 – 07.12.2012 | Sabine Röhl           | SPD       | 2001 und 2009 gewählt durch Direktwahl, im Dezember 2012 nach zweijähriger Krankheit verstorben                       |
| 00.11.2010 – 17.04.2013 | Erhard Freunscht      | CDU       | als Erster Kreisbeigeordneter ab November 2010 infolge der Erkrankung der Landrätin in Vertretung. Dann kommissarisch |
| 17.04.2013 – 0000       | Hans-Ulrich Ihlenfeld | CDU       | Direktwahl |

Hans-Ulrich Ihlenfeld wurde bei der Stichwahl am 7. April 2013 mit einem Stimmenanteil von 59,8 % gewählt, nachdem bei der Direktwahl am 17. März 2013 keiner der ursprünglich drei Bewerber eine ausreichende Mehrheit erreicht hatte. Bei der Direktwahl am 8. November 2020 wurde er mit einem Stimmenanteil von 58,9 % für weitere acht Jahre im Amt bestätigt. Die zweite Amtszeit begann am 17. April 2021.

### Wappen und Flagge

Hissflagge
Bannerflagge

Der Landkreis Bad Dürkheim führt ein Wappen sowie eine Hiss- und Bannerflagge.
| Wappen des Landkreises Bad Dürkheim | Blasonierung: „Durch einen mit zwei blauen, grün gestielten Trauben mit grünen Blättern belegten silbernen Pfahl gespalten: rechts in Schwarz ein linksgewendeter, rot bewehrter goldener Löwe; links in Blau ein rot bewehrter silberner Adler.“ |
| Wappen des Landkreises Bad Dürkheim | Wappenbegründung: Der Pfälzer Löwe steht für die Kurpfalz, die vom Mittelalter bis in die Neuzeit das südliche Kreisgebiet beherrschte, und der Adler für die Herren von Leiningen, denen der nördliche Bereich gehörte. Der silberne Pfahl symbolisiert die Deutsche Weinstraße, die durch das Kreisgebiet führt, für dessen beide großen Weinbaugebiete Mittelhaardt-Deutsche Weinstraße und Südliche Weinstraße die zwei Trauben stehen. Die Wappenverleihung erfolgte am 22. Januar 1973. |

### Partnerschaften
Zum Landkreis Starnberg in Oberbayern bestehen seit 1980 „freundschaftliche Beziehungen“. 1990 wurde eine formelle Partnerschaft mit dem Landkreis Stadtroda in Thüringen beschlossen, der 1994 im Saale-Holzland-Kreis aufging. Die jüngste Partnerschaft besteht seit 2000 mit dem polnischen Landkreis Kreuzberg O.S. Außerdem betreut der Landkreis Bad Dürkheim die seit 1968 bestehende Partnerschaft zwischen der Deutschen Weinstraße und der Südtiroler Weinstraße.

## Wirtschaft und Infrastruktur

### Wirtschaft
Typisch für den Landkreis ist der Weinanbau auf rund 7200 Hektar Rebfläche, aber auch Obst und Gemüse werden angepflanzt. Dank des milden Klimas wachsen zum Beispiel Mandeln, Feigen, Orangen und Zitronen.
Neben der Landwirtschaft ist der Tourismus eine weitere Einnahmequelle für viele Bewohner des Landkreises. Im Naturpark Pfälzerwald findet man den Kurpfalz-Park, einen Wildschutzpark oberhalb des Städtchens Wachenheim. Das Plopsaland Deutschland bei Haßloch lockt ebenfalls jährlich tausende Besucher in die Pfalz.
Das Kreisgebiet durchziehen eine Pipeline für Erdgas der Creos Deutschland GmbH  sowie die NATO-Pipeline „Speyer–Fürfeld“.

### Verkehr
Verkehrstechnisch ist der Landkreis Bad Dürkheim gut angebunden. Die Bundesautobahn 6 (Mannheim–Saarbrücken) führt durch das nördliche Kreisgebiet, die Bundesautobahn 65 (Karlsruhe–Ludwigshafen) streift das südliche Kreisgebiet bei Haßloch. Die Bundesautobahn 61 (Speyer–Ludwigshafen–Koblenz) führt nur wenige Kilometer östlich der Kreisgrenze vorbei und kreuzt sowohl die A 6 als auch die A 65.
Der öffentliche Personennahverkehr ist im Verkehrsverbund Rhein-Neckar zusammengeschlossen. Durch den Landkreis verlaufen die wichtige Eisenbahntrasse der Pfälzischen Ludwigsbahn Mannheim–Saarbrücken(–Paris) sowie die Pfälzische Nordbahn (Neustadt an der Weinstraße–)Bad Dürkheim–Grünstadt(–Monsheim). Die Rhein-Haardtbahn (RHB) verkehrt von Bad Dürkheim nach Ludwigshafen und Mannheim, wo sie dank gleicher Spurbreite mit der Straßenbahn vernetzt ist. Nur noch im Museumsverkehr wird hingegen das Kuckucksbähnel Lambrecht–Elmstein bedient.

### Kfz-Kennzeichen
Bei der Bildung des neuen Landkreises wurde am 7. Juni 1969 das Unterscheidungszeichen DÜW zugeteilt. Es ist von Bad Dürkheim und Weinstraße abgeleitet und wird bis heute ausgegeben.